# Skorotice
Skorotice (deutsch Skorotitz) ist eine Gemeinde in Tschechien. Sie liegt 13 Kilometer nördlich von Tišnov und gehört zum Okres Žďár nad Sázavou.

## Geographie
Skorotice befindet sich linksseitig der Svratka im Seitental des Baches Skorotický potok in der Böhmisch-Mährischen Höhe. Das Dorf liegt in den Bergen der Nedvědická vrchovina und gehört zum Naturpark Svratecká hornatina. Westlich erstreckt sich das Naturreservat „Nad Horou“. Das Tal des Chlébský potok ist östlich von Chlébské als Naturreservat „Údolí Chlébského potoka“ gleichfalls geschützt. Nordöstlich erhebt sich der Hrádky (627 m), im Osten der Bukový vrch (699 m) und im Südosten der Sýkoř (702 m).
Nachbarorte sind Dolní Čepí und Chlebské im Norden, Černovice im Nordosten, Brumov und Osiky im Osten, Louky und Kopaniny im Südosten, Křížovice im Süden, Černvír im Südwesten, Nedvědice im Westen sowie Kovářová und Bořinov im Nordwesten.

## Geschichte
Erstmals schriftlich erwähnt wurde das Dorf im Jahre 1309 mit der Unterzeichnung einer Urkunde des Klosters Porta Coeli durch Jan von Skorotice. Das Dorf gehörte bis zu den Hussitenkriegen zu den Gütern des Klosters Doubravník. 1436 wurde Janek Černý von Byšovec zur Herausgabe des widerrechtlich angeeigneten Besitzes aufgefordert. Im Jahr darauf wurde Kateřina von Janovice als Besitzerin genannt, ihr Ehemann Jíra von Bezděkov kaufte noch die Dörfer Dolní Čepí und Ujčov hinzu und vereinigte die Güter. Kateřina bewirtschaftete nach dem Tode ihres Mannes den Besitz gemeinschaftlich mit ihrem Sohn Martin von Dalečín. 1492 verkaufte dieser die fünf Wirtschaften in Skorotice an Jan Romichar von Ujčov, der sie 1496 dem Wilhelm II. von Pernstein überließ. 1582 sind im Urbar der Herrschaft Pernštejn für Skorotice neun Anwesen ausgewiesen. 1793 lebten in den 15 Häusern des Dorfes 123 Menschen. Im Jahre 1839 bestand Skorotice aus 19 Häusern und hatte 132 Einwohner.
Nach der Aufhebung der Patrimonialherrschaften bildete Skorotice ab 1850 eine Gemeinde im Bezirk Brünn. 1897 kam sie zum Bezirk Tišnov. Skorotice bestand im Jahre 1900 aus 26 Häusern und 169 Einwohnern. 1947 wurde die Gemeinde dem Okres Bystřice nad Pernštejnem zugeordnet. 1961 wurde Chlébské eingemeindet und die Gemeinde kam zum Okres Žďár nad Sázavou. Seit dem 13. November 2008 führt die Gemeinde ein Wappen und Banner.

## Ortsgliederung
Die Gemeinde Skorotice besteht aus den Ortsteilen Chlébské (Chliwsky) und Skorotice (Skorotitz), die zugleich auch Katastralbezirke bilden. Zu Skorotice gehört zudem die Ansiedlung Louky.

## Sehenswürdigkeiten
- Kapelle der Jungfrau Maria, das schindelbedachte Bauwerk besteht seit dem 14. Jahrhundert und ist als Kulturdenkmal geschützt
- ehemalige Schule, erbaut 1895
- Kapelle Johannes des Täufers in Chlébské, errichtet 1872
- ehemalige Mühle in Chlébské
- zwei gezimmerte Chaluppen in Chlébské